# Cyclocephala herteli
Cyclocephala herteli är en skalbaggsart som beskrevs av S. Endrödi 1964. Cyclocephala herteli ingår i släktet Cyclocephala, och familjen Dynastidae. Inga underarter finns listade.